# Muerte de Anatoli Klyan
El 30 de junio de 2014, Anatoli Klyan, un camarógrafo ruso del Piervy Kanal, recibió un disparo y resultó fatalmente herido mientras viajaba en un autobús en Donetsk, Ucrania, durante los disturbios prorrusos de 2014. Su asesinato fue evidencia de una violación del acuerdo de alto el fuego.

## Trasfondo
En el contexto de la guerra en el Dombás, un grupo de separatistas prorrusos organizó un viaje de civiles y periodistas a una base militar ucraniana cerca de la aldea de Avdíivka, al norte de Donetsk. Entre los civiles se encontraban muchas madres de soldados ucranianos, quienes, según se informa, viajaban con la esperanza de traer a sus hijos a casa. Según Forbes-Rusia y Ekho Moskvy, los separatistas informaron a los periodistas que habían negociado la rendición de una unidad del ejército ucraniano y los invitaron a filmar a los soldados siendo recibidos por sus madres.

## Vida personal
Anatoli Klyan (23 de enero de 1946) era un periodista de origen ruso. Trabajó como camarógrafo para el Piervy Kanal, cubriendo numerosos conflictos en zonas como Nicaragua, Yugoslavia, Angola, Mongolia y Chechenia. Tenía 68 años y llevaba 40 años trabajando en el periodismo cuando falleció.

## Asesinato
Durante la tarde del domingo 29 de junio, al acercarse el autobús a la base militar, fue alcanzado por disparos. Klyan recibió un disparo en el estómago, pero continuó filmando en el autobús hasta que les dijo a sus compañeros que ya no podía llevar la cámara. El autobús dio la vuelta y se alejó unos cientos de metros antes de detenerse. El conductor, que vestía ropa de camuflaje, también recibió un disparo en el cuello.
Los disparos continuaron mientras los pasajeros comenzaban a bajar del autobús. Ayudaron a Klyan a subir a un coche que pasaba y lo llevaron a un hospital cercano, donde posteriormente falleció a causa de sus heridas.

## Secuelas
El Ministerio de Asuntos Exteriores de Rusia emitió un comunicado en el que afirmaba que la muerte de Klyan "ha demostrado una vez más de forma convincente que las fuerzas de seguridad ucranianas claramente no quieren reducir la tensión en el este del país y, en cambio, bloquear la tregua", y acusó a Ucrania de poner deliberadamente en peligro la vida de periodistas rusos. La fiscalía ucraniana anunció que iniciaría una investigación sobre el incidente. Ambas partes fueron acusadas de violar un alto el fuego de 10 días, que expiraba a las 22:00 del día siguiente.
Fue enterrado en el cementerio Troyekúrovskoye en Moscú junto con varios colegas que también fallecieron en Ucrania en 2014 mientras trabajaban como periodistas. Su muerte formó parte de una serie de muertes de periodistas en Ucrania, siendo este el quinto periodista asesinado en la región en 2014.
Irina Bokova, directora general de la UNESCO, declaró: «Condeno el asesinato de Anatoli Klyan. Exhorto a las autoridades a que investiguen el asesinato y rindan cuentas a los responsables. Los periodistas que cubren los acontecimientos en Ucrania deben tener la oportunidad de cumplir con su deber profesional, que consiste en brindar a la ciudadanía información imparcial y promover debates basados en las noticias sin temer por sus vidas».
Según un análisis de Stephen Ennis de BBC News, el empleador de Klyan en sus informes sobre Ucrania ha "intentado demonizar y deshumanizar aún más al ejército ucraniano".